# 濱梨花枝
濱 梨花枝（はま りかえ、本名：榎本美佐夫、1912年（大正元年）8月4日 - 1998年（平成10年）3月8日）は、日本の歌人・作詞家。埼玉県北埼玉郡埼玉村（現在の行田市）出身。

## 概要
埼玉県北埼玉郡埼玉村（現在の行田市）に生を受け、その後、埼玉県南埼玉郡久喜町大字久喜新（現在の久喜市）へと移る。師である池田亀鑑の推薦で与謝野晶子に入門する。主に久喜にて活動し、市内小中学校をはじめ、高等学校などの校歌の作詞も手掛ける。埼玉県歌人会の常任理事であり、日本歌人クラブの中央幹事でもある。現代歌人協会会員。また、埼玉県総合行政施策審議会委員、埼玉県図書館協議会副会長、埼玉新聞や聖教新聞などの歌壇選者などを歴任する。歌集や著書も多数あり、勲五等瑞宝章、埼玉文化賞、埼玉県文化功労者知事賞などを受賞している。さきたま風土記の丘に一般の志によって歌碑が建立されている。
略歴
- 1912年（大正元年） - 埼玉県北埼玉郡埼玉村（現行田市）で生を受ける
- 1931年（昭和6年） - 東京家政学院を卒業。
- 1966年（昭和41年） - 「青遠」を創刊、主宰として現在に至る

## 主な作品など
- さきたま古墳公園内に所在の歌碑の短歌
- 新久喜音頭 - 作詞

## 作詞校歌
高等学校
- 埼玉県立浦和東高等学校校歌[4]

小・中学校
- 久喜市立青毛小学校校歌[5]
- 久喜市立本町小学校校歌[6]
- 久喜市立久喜東中学校校歌[1]